# Трава (Лошкий Поток)
Трава (словен. Trava) — поселення в общині Лошкий Поток, регіон Південно-Східна Словенія, Словенія. Висота над рівнем моря: 775 м.